# Gepatschspeicher

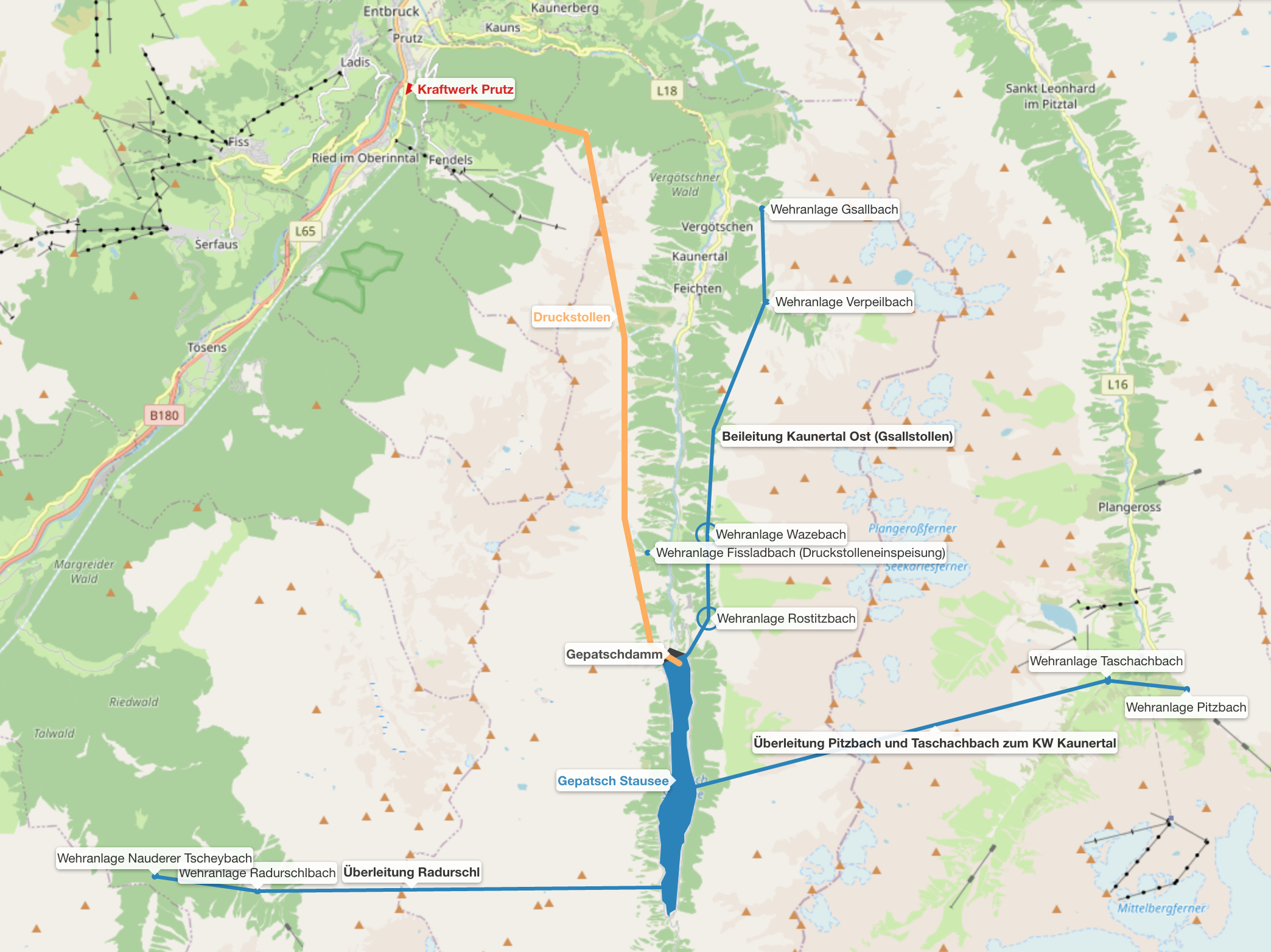
Lageplan Speicherkraftwerk Kaunertal

Der Gepatschspeicher ist ein Stausee im hinteren Kaunertal im österreichischen Bundesland Tirol.
Er speist das Kaunertalkraftwerk der landeseigenen TIWAG in Prutz über ein Gefälle von 793 bis 895 m. Der Stausee, der maximal 138.000.000 m³ Stauvolumen und bei Vollstau 2,6 km² Fläche aufweist, wird von den Bächen des Kaunertals gespeist, die teilweise über Stollensysteme taleinwärts in den Stausee geführt werden. Zusätzlich wird über Stollen Wasser aus dem benachbarten Pitztal (Pitze, Taschachbach) und Radurschltal (Radurschlbach, Nauderer Tscheybach) zugeleitet. Insgesamt beträgt das Einzugsgebiet 279 Quadratkilometer.
Das Kraftwerk Prutz (auch Kaunertalkraftwerk) kann in einem durchschnittlichen Jahr 661 Gigawattstunden Strom erzeugen. Im Krafthaus Prutz befinden sich fünf Doppelpeltonturbinen bei einer Gesamtleistung von 395 MW. Das Kraftwerk ist über die Freiluftschaltanlage Prutz und eine 220-kV-Leitung an das Umspannwerk Westtirol angeschlossen. Das Kraftwerk ist schwarzstartfähig und kann somit nach einem Blackout dazu dienen, das Netz wieder hochzufahren.

## Geschichte
Der Gepatschspeicher und das Kraftwerk Prutz wurden in den Jahren 1961–1964 erbaut. Der Schüttdamm war bei der Fertigstellung mit 600 m Länge und einer Höhe von 153 m der zehnthöchste der Welt. Nach etwa 50 Jahren Betrieb wurden in den Jahren 2012–2016 das Wasserschloss saniert und ein neuer Druckschacht mit einem Durchmesser von 4,30 Metern gebaut.

## Verkehrserschließung
Am Gepatschspeicher vorbei führt die mautpflichtige Kaunertaler Gletscherstraße.

## Ausbauprojekt
Stand Jänner 2023 engagiert sich die TIWAG, der Betreiber des Kraftwerkes, für die Errichtung eines Pumpspeicherkraftwerkes im Kaunertal als Teil der Kraftwerkskette Ötztal-Pitztal-Kaunertal. Im Juli 2010 wurde das Projekt zur Umweltverträglichkeitsprüfung bei der Tiroler Landesregierung eingereicht. Auf 2412 m ü. A. soll der Speicher „Platzertal“ mit einem Nutzinhalt von 42 Mio. Kubikmetern errichtet werden. Zur Wassergewinnung sollen die Venter Ache, die Gurgler Ache sowie der Ferwall- und der Königsbach bei Obergurgl gestaut und dorthin abgeleitet werden. Zusammen ergeben diese ein Einzugsgebiet von 280 Quadratkilometern. Zwischen dem Speicher Platzertal und dem bestehenden Speicher Gepatsch soll das unterirdische Pumpspeicherkraftwerk „Versetz“ mit einer Leistung von 400 MW errichtet werden (Oberstufe). Im Pumpbetrieb ist ein Wasserdurchfluss von 56 m³/s, im Turbinenbetrieb von 77 m³/s vorgesehen. Das bestehende Kraftwerk Prutz würde um „Prutz 2“ mit einer Leistung von 500 MW ergänzt werden und das Wasser aus dem Speicher Gepatsch abarbeiten (Unterstufe). Das Regelarbeitsvermögen bis zum Kraftwerk Imst würde sich durch den Ausbau von derzeit 661 um 787 auf 1448 GWh/Jahr mehr als verdoppeln.
Das Projekt ist allerdings ökologisch umstritten, da große landschaftliche Eingriffe in zum Teil NATURA 2000 geschützten Gebieten nötig wären. In den ersten Entwürfen lag der neue Speicher im „Fernergries“, unterhalb des Gepatschferners und größtenteils innerhalb des Natura-2000-Gebietes. Die seit 2009 bestehenden geheimen Planungen der TIWAG, als neuen Standort des Speichersees das nahezu unberührte Platzertal oberhalb von Tösens als am leichtesten realisierbar weiterzuverfolgen, kamen im Mai 2010 an die Öffentlichkeit. Zuvor war ein Sponsoring der TIWAG zu Gunsten des Kaunertaler Bürgermeisters in Höhe von 40.000 Euro bekanntgeworden. Der WWF bewertete das Vorhaben anhand des Kriterienkatalogs des Bundesumweltministeriums als „ökologisch verheerend“ und mehrere Umweltorganisationen wiesen darauf hin, dass der von der TIWAG eingereichte wasserwirtschaftliche Rahmenplan laut Gesetz nur auf den Schutz und die Sanierung von Flüssen abzielen dürfe, nicht aber auf deren energiewirtschaftliche Nutzung. Der Ausbau sei darüber hinaus wegen des Ausbaus der Stromgewinnung von erneuerbaren Energien wirtschaftlich nicht sinnvoll, TIWAG-Vorstand Wallnöfer bezeichnete das Kraftwerk dagegen als „unverzichtbar“.
Befürworter des Projektes weisen darauf hin, dass Pumpspeicherkraftwerke eine entscheidende Rolle für die Netzstabilität spielen, da sie als flexible Energiespeicher fungieren. Sie ermöglichen es, fluktuierende Energiequellen wie Wind- und Sonnenenergie zu integrieren, indem sie überschüssige Energie speichern, wenn sie verfügbar ist, und sie dann freisetzen, wenn die Nachfrage steigt oder die erneuerbaren Energiequellen nicht ausreichen. Diese Fähigkeit zur schnellen Anpassung der Energieerzeugung trägt dazu bei, Netzschwankungen auszugleichen und Spannungsschwankungen zu reduzieren, wodurch die Gesamtstabilität des Stromnetzes gewährleistet wird. Pumpspeicherkraftwerke können daher eine wichtige Rolle beim Wechsel zu erneuerbaren Energiequellen darstellen.
Am 25. Juni 2023 demonstrierten 600 Menschen in Innsbruck gegen den Ausbauplan der TIWAG: Naturschutzorganisationen, Bürgerinitiativen und Gemeinderäte aus 20 betroffenen Orten aus dem Ötztal, dem Inntal und dem Kaunertal. Darunter: „WET – Wildwasser erhalten Tirol“, WWF Österreich, GLOBAL 2000, Fridays for Future Innsbruck, Naturfreunde Österreich, Verein Unser Wasser, „Lebenswertes Kaunertal“ und River Collective. Die Demonstranten brachten ein Raftingboot und Kajaks mit. Eine weitere Demonstration fand am 8. Juli 2023 im Platzertal statt. Dabei wurde ein 50 Meter langes Transparent am Standort des geplanten Staudamms über das Tal gespannt.
Im Juni 2024 gab der Projektwerber überraschend bekannt, die Wasserfassungen samt Überleitungsstollen im hinteren Ötztal vorerst nicht mehr zu verfolgen. Bei einer ebenfalls im Juni 2024 in der Gemeinde Sölden durchgeführten Volksbefragung sprachen sich 96 % gegen eine Überleitung aus dem Ötztal aus (Wahlbeteiligung 59 %). Bei einer im Juni 2025 in der Gemeinde Pfunds durchgeführten Volksbefragung sprachen sich 85 % gegen das Projekt „Ausbau Kraftwerk Kaunertal“ aus (Wahlbeteiligung 68 %).

## Gefahrenlage
Das Abtauen der Permafrostböden in den Alpen destabilisiert die Gebirgshänge, auch in der Nähe des Stausees. Der Hang des Bliggferners rutschte im Jahr 2007 20 Zentimeter am Tag ab und riss damit die vergletscherte Hangstruktur zusehends auf. Damit wuchs die Wahrscheinlichkeit eines plötzlichen Abrutschens in den Stausee. In der Folge wäre mit einer Flutwelle zu rechnen, die die Staumauer überwindet, im schlimmsten Fall sei auch mit der Beschädigung des Staudamms selbst zu rechnen. Eine vergleichbare Katastrophe ereignete sich 1963 in Italien, als ein Rutschhang in den Vajont-Stausee glitt und eine Flutwelle auslöste die über 2.000 Menschen tötete.

## Galerie

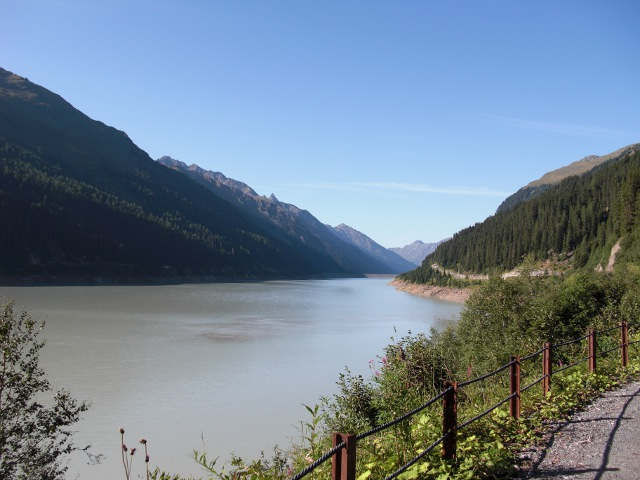
Die Kaunertaler Gletscherstraße entlang des Gepatschspeichers, im Hintergrund die Staumauer.
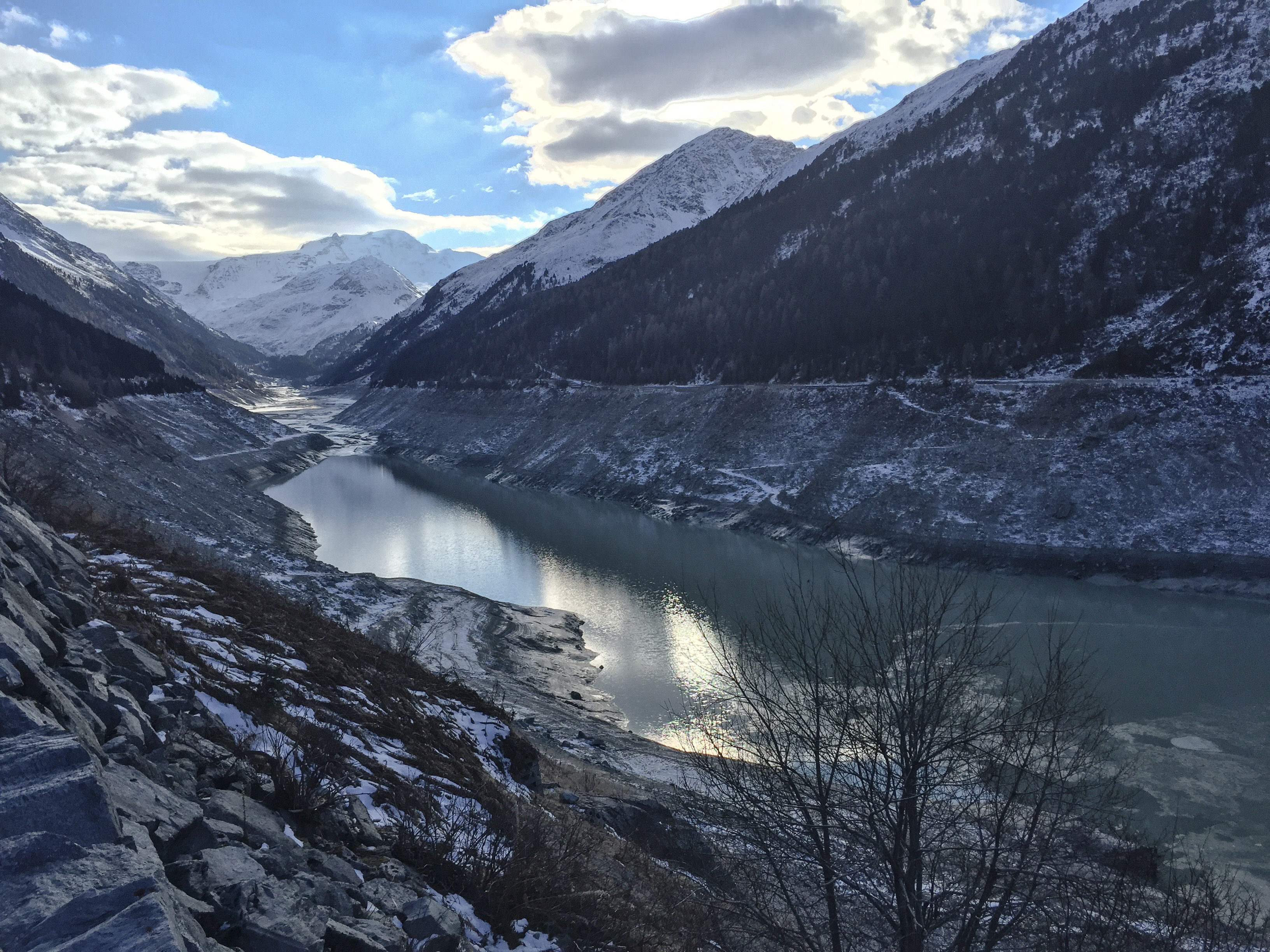
Gepatschspeicher im Dezember 2015.
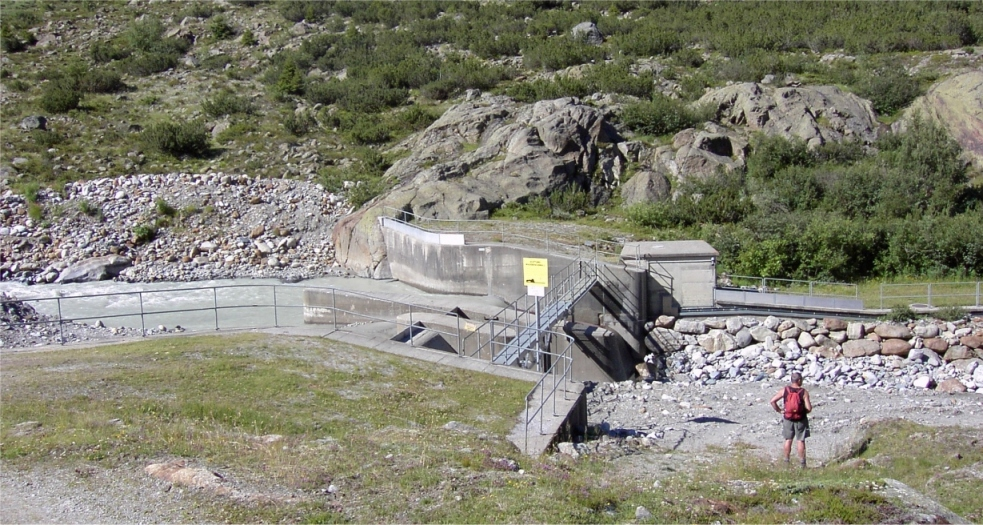
Wasserfassung Pitze als Tiroler Wehr